# Pseudolasius gowdeyi
Pseudolasius gowdeyi är en myrart som beskrevs av Wheeler 1922. Pseudolasius gowdeyi ingår i släktet Pseudolasius och familjen myror. Inga underarter finns listade i Catalogue of Life.